# 성운의 왕국
성운의 왕국(The Realm of the Nabulae)은 천문학자인 에드윈 허블의 저서이다.

## 소개
갈릴레오와 뉴턴이 살던 1600년대만 하더라도 우주는 태양계 크기이거나 혹은 그것보다 조금 더 큰 공간이었다. 실질적으로 태양계가 우리가 살고 있는 우주의 전부였다. 1781년 허셜이 천왕성을 발견하자 인지 가능한 우주의 크기가 별들의 세계로 커진다. 대형 망원경 전쟁이 시작되는 때가 바로 이때다. 더 멀리 있는 것을 발견하기 위해 사람들은 더 큰 망원경을 경쟁적으로 제작했다. 그 결과 우리가 살고 있는 우주의 개념은 별들이 있는 공간까지 뻗어나가게 된다. 1920년대까지만 하더라도 이것이 전부였다. 100년도 안 되는 가까운 과거에 인간은 우리가 살고 있는 우주가 기껏해야 은하수라고 부르는 우리 은하계인 줄만 알았다. 용기 있는 철학자나 냉소적이고 비판적인 천문학자들만 이 사실에 반론을 제기할 뿐이었다. 논쟁은 논쟁을 낳았다. 누구도 부인할 수 없는 과학적 증거를 가진 사람은 없었다. 허블 전까지는 말이다.
허블은 처음으로 안드로메다은하까지의 거리를 정확하게 측정했다. 그가 측정한 거리는 그 당시 사람들이 알고 있던 우리 은하의 크기보다 훨씬 더 큰 값이었다. 하지만 허블이 측정한 방법이 너무나도 확실했기 때문에 누구도 부인할 수 없었다. 우주의 크기가 폭발적으로 커지는 순간이었다. 허블의 두 번째 업적은 우주 곳곳에 흩어져 있는 안드로메다은하나 우리 은하 같은 은하들을 연구하기 위한 기틀을 만들었다는 것이다. 허블은 은하의 분류를 처음으로 시도했다. 이 분류법이 완전한 것은 아니다. 분류법이 의미하는 것도 아직은 분명히 알지 못한다. 하지만 여전히 허블의 은하 분류법은 기초 자료로 활용되고 있다. 이런 점에서 허블은 외부 은하 연구의 아버지라고 불릴 만한 사람이다. 허블의 세 번째 업적이자 허블을 허블답게 만든 업적은 허블 법칙의 발견이다. 물론 허블 법칙에 필요한 자료들은 다 있었다. 하지만 허블이 했던 방식으로 자료를 분석한 사람은 없었다. “모든 진리는 한번 발견되면 이해하기는 쉽다. 중요한 것은 진리를 발견하는 것이다.” 허블 법칙은 우리가 알고 있는 우주의 가장 근본적인, 그리고 가장 확실한 관측적 사실이다. 어느 우주론이든 이 법칙을 설명하지 못하는 이론은 재고할 가치도 없다.
결론은 간단하다. 우주는 엄청나게 크며, 더 커지고 있다. 우리가 알고 있는 이 사실을 확립한 사람이 바로 허블이다. 그 증거를 허블이 우리 앞에서 직접 설명한다면 어떤 느낌일까? 이 책은 1936년 허블 자신이 그의 주요 관측 결과를 설명한 책이다. 자신만의 관측 결과를 자신만의 신념에 기대어 차분하게 설명하고 있다. 과학사적 관점으로도 이 책은 중요하다. 그의 노력과 그의 결론이 지금 관측 우주론 역사에 어떻게 영향을 미치고 있는지 알 수 있기 때문이다. 지금도 허블이 했던 일을 반복하고 있는 셈이다. 단지 우리는 더 좋은 관측 기구를 사용할 수 있고 반복할 방법을 알고 있다. 이 책을 통해 우리는 가장 위대한 발견의 내용뿐 아니라, 발견에 대한 발견자의 개인적 생각과 방법 속에 있는 발견자의 의도를 직접 알 수 있을 것이다.
허블이 발견한 것은 단순히 위대한 발견 중 하나가 아니다. 인간이 알고 있던 우주의 크기를 혁명적으로 넓힌 것이다. 1543년 코페르니쿠스가 제안했던 원리를 실현하는 발견이었다. 지구가 우주의 중심이 아니라던 그의 주장은 우주의 중심을 태양으로 옮겨 놓았을 뿐이었다. 오랫동안 우주의 중심은 태양이었다. 태양이 우주의 중심 자리를 은하수의 중심 자리에 내어주려던 순간, 우주는 중심을 잃고 만다. 허블이 우리 은하와 비슷한 은하를 엄청나게 발견했기 때문이다. 우주는 우리 은하를 중심으로 팽창하는 것이 아니다. 우주의 팽창에는 중심이 없다. 우주에는 특별한 중심도 없고 특별한 은하도 없다. 비슷한 은하들이 여기저기 거의 균등하게 분포한다. 코페르니쿠스의 주장이 진정으로 실현되는 순간이다.
인류의 철학적 고민을 단번에 해결한 관측 결과를, 인류의 인식 체계를 통째로 뒤바꾼 사실을 이 책은 설명하고 있다. 발견자인 허블 자신이 직접 설명해 준 이 책이야말로 코페르니쿠스의 ≪천구의 회전에 관하여≫, 케플러의 ≪신천문학≫과 ≪우주의 조화≫, 갈릴레오의 ≪시데레우스 눈치우스≫, ≪2개의 주된 우주 체계에 관한 대화≫, ≪새로운 두 과학에 관한 논의와 수학적 논증≫, 뉴턴의 ≪프린키피아≫와 같은 고전 중의 고전이라고 할 수 있다.
- 장헌영 역, 지만지], ISBN 979-11-304-1199-6